# Eitel Dietrich von Gemmingen (1629–1689)
Eitel Dietrich von Gemmingen (* 1629; † 1689) war Oberamtmann in Lauterbourg und Direktor des Schwäbischen Ritterkreises.

## Leben
Er war ein Sohn des Steinegger Grundherrn Karl Dietrich von Gemmingen (1583–1629) und dessen zweiter Gattin Susanna von Stotzingen. Er war bischöflich Speyerer Oberamtmann in Lauterbourg und Direktor des Schwäbischen Ritterkreises.

## Familie
Er war verheiratet mit Regina Francisca von Stein zum Rechtenstein.
Nachkommen:
- Franz Dietrich (1653–1684), Domherr in Konstanz
- Maria Francisca (1654–1700) ⚭ Werner Dietrich von Neuhausen
- Karl Dietrich (1658–1699) ⚭ Maria Anna Theresia von Stein
- Johanna Elisabetha (1662–1720) ⚭ Johann Joseph Böhlin von Neuburg
- Johanna Elisabeth Maximiliana (1666–1720) ⚭ Johann Ludwig Guidobald Vöhlin von Frickenhausen (1661–1728).[1] Ihr Sohn war Johann Philipp Georg Dominikus Vöhlin von Frickenhausen (1705–1736)
- Margaretha († 1669)